# Nebikon
Nebikon (toponimo tedesco) è un comune svizzero di 2 766 abitanti del Canton Lucerna, nel distretto di Willisau.

## Geografia fisica

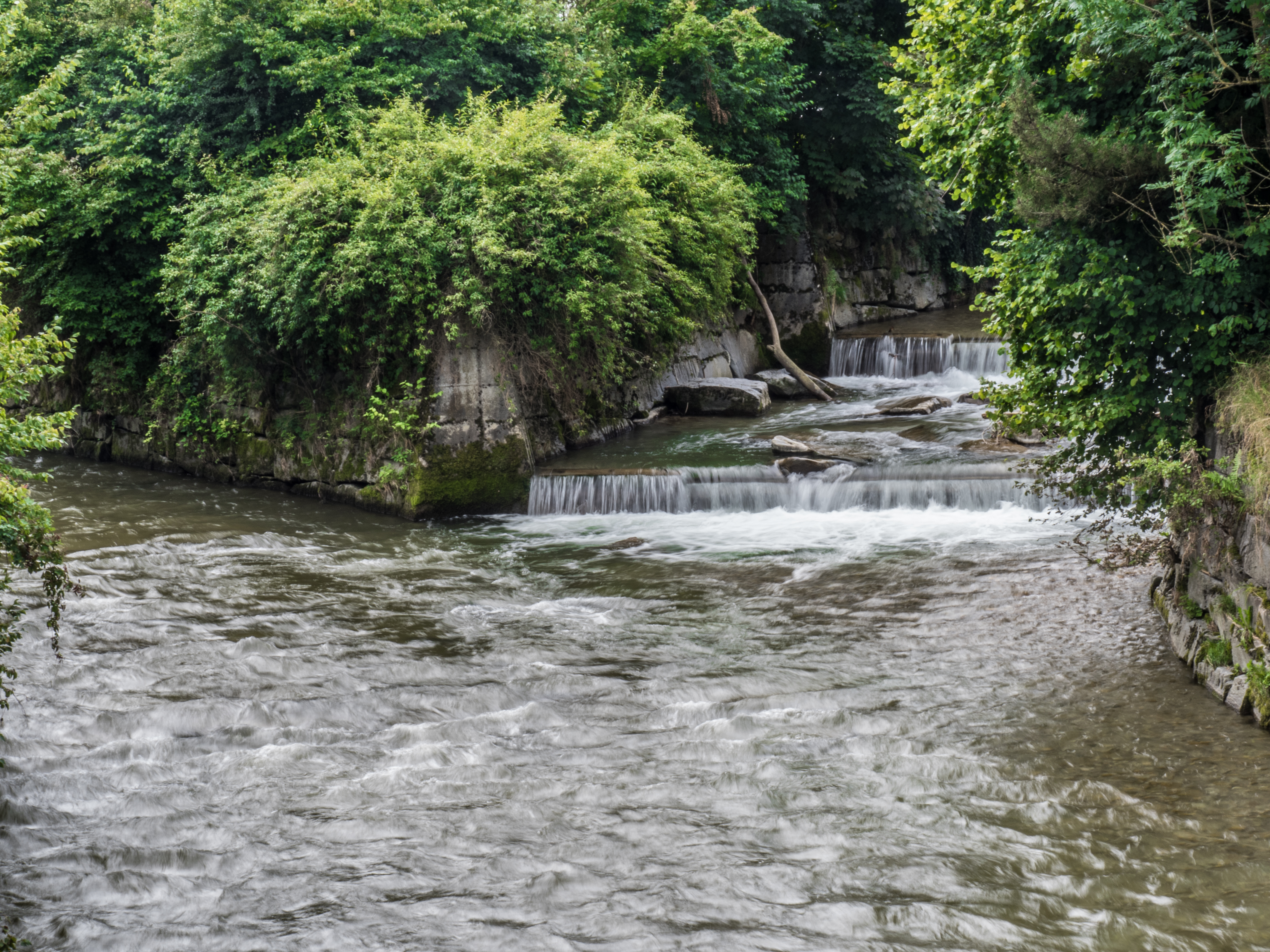
La confluenza tra i fiumi Luthern e Wigger presso Nebikon

Nebikon sorge alla confluenza dei fiumi Luthern e Wigger.

## Monumenti e luoghi d'interesse
- Chiesa parrocchiale cattolica della Madonna regina degli Apostoli, eretta nel 1968[3].

## Società

### Evoluzione demografica
L'evoluzione demografica è riportata nella seguente tabella:
Abitanti censiti

## Economia
L'economia locale si basa prevalentemente sul settore secondario.

## Infrastrutture e trasporti
Nebikon è servito dall'omonima stazione sulla ferrovia Olten-Lucerna.